# Nadia Arslan
Nadia Arslan ( árabe : نادية أرسلان) fue una actriz libanesa que saltó a la fama en las películas egipcias de la década de 1970.

## Biografía
Arslan nació en una familia drusa de origen sirio y libanés. Ganó un concurso de belleza en el Líbano a principios de la década de 1970 y se mudó a Egipto.  Su primera actuación significativa fue en The Greatest Child in the World de Galal El-Sharkawy (اعظم عفل فى العالم) estrenada en 1972 y protagonizada por Rushdy Abaza. Se convirtió en una actriz básica por papeles secundarios en películas como Everybody Wants to Fall in Love (الكل عاوز يحب) de Adel Emam estrenada en 1975. Su último proyecto de importancia fue la película de 1984 de Ahmed Yehia As Not to Fly the Smoke (حتى لايطير الدخان). Después de casarse con el también actor Mohamed El Arabi, se retiró definitivamente del cine en 1987. Después de su retiro, se volvió cada vez más religiosa y luego expresó su pesar por su carrera como actriz.
Fue diagnosticada con cáncer de mama en 2005 y murió el 25 de mayo de 2008.